# Grúz filmművészet

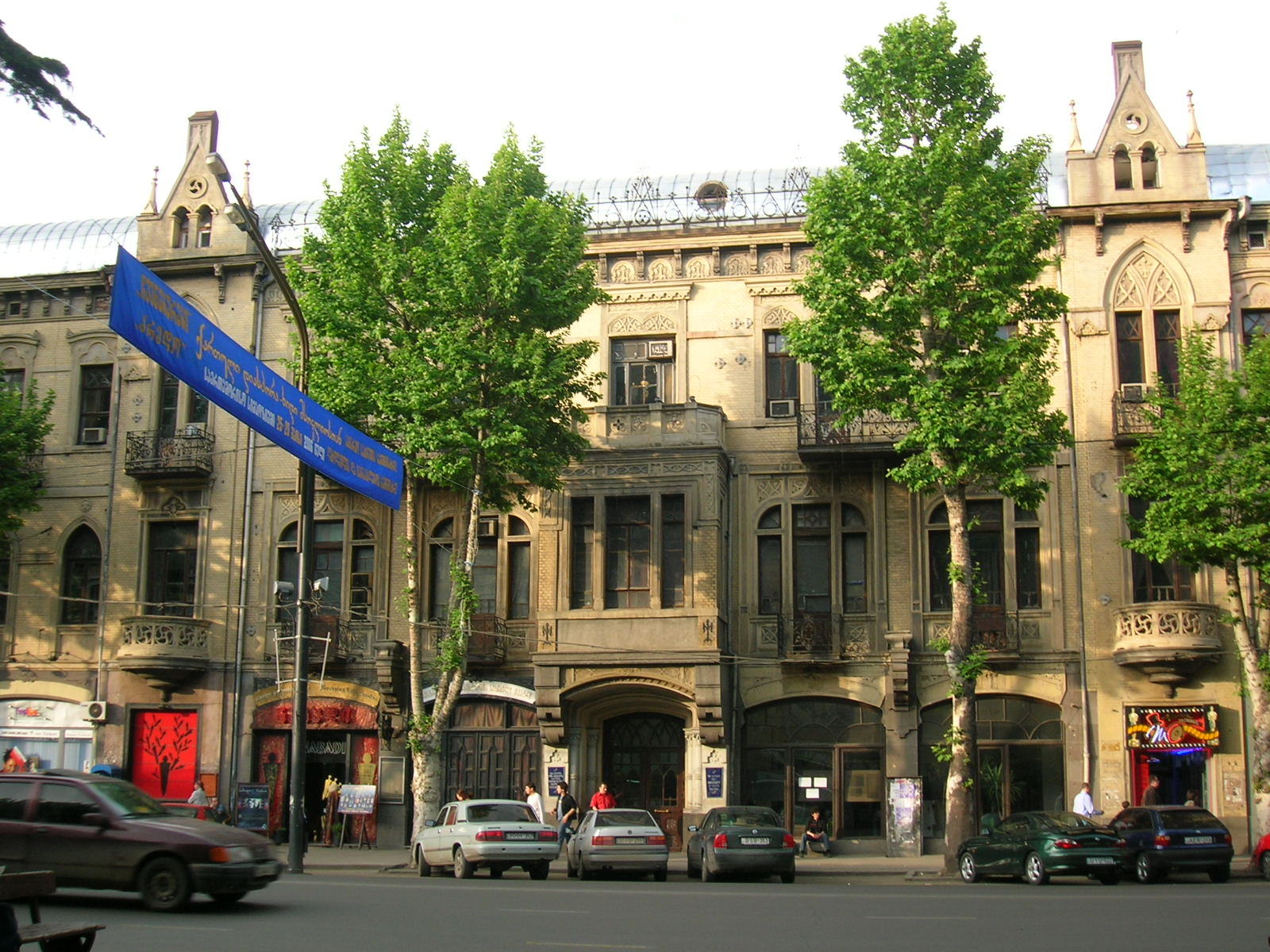
Színház- és Filmművészeti Főiskola, Tiflisz

A grúz filmművészet az egyetemes filmművészetnek egy nagy hagyományokkal rendelkező, kiemelkedő és rá jellemző sajátos humorával jellemezhető ága. Az értő európai filmművészet feltétlen tisztelettel tekint rá. Federico Fellini így csodálta:
„A grúz film egy teljesen egyedülálló jelenség, élénk, filozófiailag inspiráló, nagyon bölcs, ugyanakkor gyermeki tisztaságú. Általában elsírom magam rajtuk, bár azt kell mondanom, hogy nehezen fakadok sírva.”

„A grúz filmiskola a hatvanas évektől kezdve mindenütt nagy becsben állt; a grúz filmeknek saját és összetéveszthetetlen világuk volt, leginkább az olasz neorealizmus hangulata érződött bennük.”

– Bikácsy Gergely

## Grúz filmrendezők

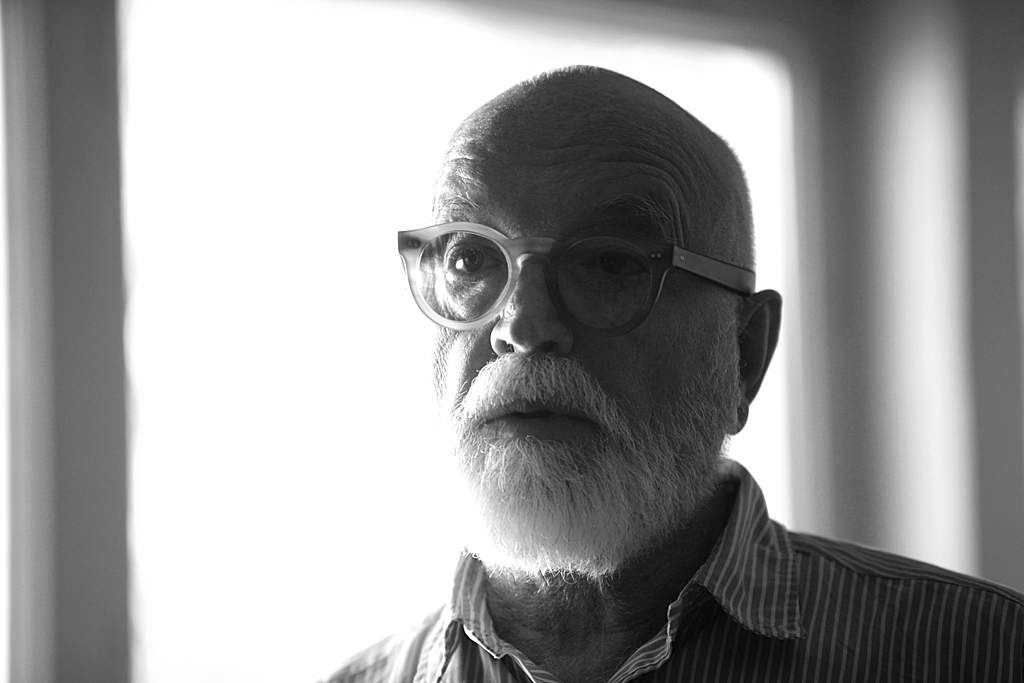
Irakli Kvirikadze

- Mikheil Csaureli
- Otar Joszeliani
- Sziko Dolidze
- Kote Mikaberidze
- Tengiz Abuladze
- Revaz Cseidze
- Eldar Sengelaja
- Rezo Esadze
- Merab Kokocsasvili
- Nana Mcsedlidze
- Lana Gogoberidze
- Nana Jorjadze
- Mikheil Kobahidze
- Goderdzi Csokheli
- Temur Babluani
- Georgi Danyelija
- Irakli Kvirikadze